# Never Turn Our Back on the Blues
Never Turn Our Back on the Blues è un album Live dei The Moody Marsden Band, pubblicato nel 1992 per l'Etichetta discografica Castle Communications.

## Tracce
1. Baby What You Want (Reed) – 4:57
2. The Stealer (Roger, Fraser, Kossof) – 5:20
3. Have You Ever Loved A Woman / How Blue Can You Get (Myles, King) - 10:01
4. Foolin' With My Heart (Moody, Marsden, Hinkley) – 5:29
5. It' Hurts Me Too (James) – 5:48
6. Ain't No Love (In The Heart Of the City) (Price, Walsh) – 6:11
7. Never Turn My Back On the Blues (Moody, Marsden) – 6:20
8. Fool For Your Lovin' (Coverdale, Marsden, Moody) – 6:23
9. Going Down (Nix, Russel Dunn) – 3:55
10. Here I Go Again (Coverdale, Marsden) – 4:45
11. Wee Wee Baby (Turner, Johnson) – 4:31

## Formazione
- Micky Moody – chitarra, voce
- Bernie Marsden – chitarra, voce
- Jaz Lochrie – basso, voce
- Zak Starkey – batteria